# Li Dashuang
Li Dashuang (chiń. upr. 李大双; chiń. trad. 李大雙; pinyin Lǐ Dàshuāng; ur. 1 listopada 1973 w Xiantao) – chiński gimnastyk sportowy, medalista olimpijski, mistrzostw świata i igrzysk azjatyckich.

## Kariera
Zdobył srebrny medal w wieloboju drużynowym na igrzyskach olimpijskich w 1992 w Barcelonie. W wieloboju indywidualnym zajął w kwalifikacjach 24. miejsce, jednak nie awansował do rozgrywki finałowej, ponieważ czterech innych reprezentantów Chin uzyskało lepsze rezultaty (do finału wchodziło maksymalnie po 3 zawodników z jednej reprezentacji).  
W 1994 roku wystąpił na igrzyskach azjatyckich w Hiroszimie, gdzie zdobył złoty medal w wieloboju drużynowym oraz srebrny medal w skoku. W tym samym roku zdobył złoty medal na drużynowych mistrzostwach świata w  Dortmundzie.
Brat bliźniak wielokrotnego medalisty olimpijskiego Li Xiaoshuanga.